# レキシ
レキシは、日本のミュージシャン・池田 貴史（いけだ たかふみ、1974年2月15日 - ）によるソロユニット、かつユニットにおける池田自身の名称である。本項目では池田本人についても記述する。

## 概要
SUPER BUTTER DOGのキーボーディストや100sのメンバーとして活動していた池田が、造詣が深い日本史をコンセプトとして立ち上げたソロプロジェクトで、その名の通り日本の歴史を主題とした楽曲を扱う「歴史縛りファンクネスバンド」。その幅広い音楽性を生かしたソウルフルなサウンドに乗せて歴史（日本史）上の人物や史実について歌う独自のスタイルで注目を集める。いとうせいこう、椎名林檎、斉藤和義、持田香織、秦基博、山口隆、 三浦大知など多彩なゲストを迎えながら、コンスタントに作品を制作。ゲスト参加したアーティストたちには本来の名前ではなく、「レキシネーム」（後述）という独自の名称が与えられる。
池田貴史個人としてはSUPER BUTTER DOG や100sでのバンド活動の他、忌野清志郎などアーティストへの楽曲提供やサウンドプロデュース、レコーディングやライブサポートなどスタジオ・ミュージシャンとしての活動も行っている。またミュージシャンとしてだけでなく、ライブにおけるエンターテイナーぶりと喋りのセンスを生かし、テレビ番組などでのタレント活動や俳優としても活躍している。
デビュー当時からアフロヘアがトレードマーク。

## 来歴

### プロデビュー前
1974年2月15日、福井県鯖江市に生まれた。初めて人前で歌ったのは、幼稚園児の頃に親戚の結婚式の余興の場で歌ったさだまさしの『関白宣言』である。それ以来、さだには大きな影響を受けたと池田は語っている。
福井県立武生東高等学校卒業後、専門学校在学中に「インド池田と紙袋たち」を結成した。
1994年、武生東高校の同級生であった竹内朋康にバンド加入を誘われる。竹内は東京で永積タカシとSUPER BUTTER DOGを結成し活動していた。池田はキーボードを担当した 。3年後の1997年に、SUPER BUTTER DOGはメジャーレーベルからデビューした。

### レキシの歴史
SUPER BUTTER DOG在籍中にバンドメンバーの永積崇と沢田周一と共に「レキシ」を結成した。ここでレキシネームと名付けた特別な名前を使った。永積崇はレキシネーム「シャカッチ」、沢田周一はレキシネーム「DJ書道」となのった。
2003年に池田がレギュラー出演していたスペースシャワーTV製作、熱血!スペシャ中学企画のイベントライヴ『熱血!スペシャ中学 学園祭2003〜LOVELOVEしようよ〜』でレキシが久々の復活をした。そして2004年、2005年も同イベントに参加した。2004年からはまた別のバンド100sのメンバーとしての活動も開始している。
2007年6月にはデビューアルバム『レキシ』をリリースする。SUPER BUTTER DOG主催の野外イベント「ファンキー大百科」のオープニングアクト（前座）でレキシとして出演した。この後2008年9月23日、SUPER BUTTER DOGは日比谷野外大音楽堂をもって解散してしまう。
2011年3月にレキシの2ndアルバム『レキツ』リリース。
2012年12月には3rdアルバム『レキミ』リリースし、全国ツアー「レキシツアー 〜今回は遺跡にいけるのですか?〜」を開催。
2014年6月4日にビクターエンタテインメント配下の伽羅古録盤（Colourful Records）に移籍し、4thアルバム『レシキ』をリリース。7月1日から全国ツアー「レキシツアー もう一度遺跡について考えてみよう」を開催。8月20日にはハニワの日として、自身初となる日本武道館ワンマン公演「レキシツアー もう一度遺跡について考えてみよう〜大きなハニワの下で〜」を開催。12月にはジャズピアニストの上原ひろみを迎えた東名阪ツアー「レキシ 対 オシャレキシ〜お洒落になっちゃう冬の乱〜」を開催。
2015年の11月25日に初のシングル『SHIKIBU』リリース。12月からツアー「IKEMAX THEATER」を開催。2016年6月、5thアルバム『Vキシ』をリリース。7月1日より、2年ぶりの日本武道館公演も含む「ライブツアー2016」を開催。2017年4月、2ndシングル『KATOKU』を発売。6月6日より全国ツアー「レキシツアー2017 不思議の国のレキシと稲穂の妖精たち」を開催。
2023年春、ファンクラブに所属事務所Laughin'とのマネジメント契約終了予定の旨を報告し、同5月末に予定通り退所、オフィシャルサイトを6月30日をもって閉鎖。またオフィシャルファンクラブ「レキシ研究所」も、会報誌「レキシ研究報告書 其の八」の発行をもって解散した。同年11月25日、新たなオフィシャルサイトの開設と新たなファンクラブ「レキシ オフィシャルFUNK☆LOVE 稀有稀有倶楽部」の発足を発表。翌26日には大阪城ホールで行われたFM802の番組「802 RADIO MASTERS」の15周年記念イベントにシークレットゲストとして出演した。
2024年5月、レキシとして初めてワンマンライブを行った会場でもある大阪のShangri-La（15日・16日）と東京の新代田FEVER（22日・23日）にて「レキシツアー2024 ～稲ふったりもしたけれど、私はげんきです～」を開催し、本格的な活動を再開。7月24日には2年ぶりの新曲として小泉今日子（レキシネーム：あんみつ姫）をフィーチャリングゲストに迎えた「エレキテルミー feat.あんみつ姫」を配信シングルとしてリリースした。

## 活動分野の拡がり
2015年6月13日公開の映画「海街diary」で三姉妹の三女の恋人役を演じ、俳優デビュー。2016年4月17日、TBSの連続ドラマ日曜劇場「99.9-刑事専門弁護士-」にレギュラー出演。
レキシの知名度も上がり、公共的なイベントでの出演依頼も増加。2015年7月3日には青森県の縄文遺跡群の魅力や価値に関する情報発信を行善大使「あおもり縄文大使」に任命され、9月には青森・三内丸山遺跡でのワンマンライブを開催した。
2016年7月18日、自身の地元である福井県鯖江市から「サングラス大使」第1号に任命された。

## エピソード
2ndアルバム「レキツ」に合わせて「きらきら武士」のPVを制作した。PVには池田扮する武士が炎の中を演舞するシーンがあった。これは赤い照明を大きく揺らしながら照らし炎上を演出したものだった。制作当初、共演した仲川希良のブログにて炎のシーンが撮影されたことが紹介されている。ところが、アルバム発売前に東日本大震災が発生した。各方面への配慮のために、PVを再編集し、公開されたPVでは、該当シーンはモノクロトーンに修正された。
2015年11月14日（13日深夜）放送のテレビ朝日『タモリ倶楽部』で非公式の「江東区歌」を作成した。「東京都の23特別区で唯一、区歌を制定していない江東区の区歌を作る」と言うテーマでタモリ、マキタスポーツとの合作であった。放送後、まったくの第三者から区に対して「正式な区歌」としての採用提案が行われた。しかし区は拒否した。

## 作品

### シングル
|                                   | 発売日                            | タイトル                          | 規格品番                                                               | チャート                          | チャート                          |
| オリコン                          | 発売日                            | タイトル                          | 規格品番                                                               | Billboard                         |                                   |
| Victor Entertainment / 伽羅古録盤 | Victor Entertainment / 伽羅古録盤 | Victor Entertainment / 伽羅古録盤 | Victor Entertainment / 伽羅古録盤                                      | Victor Entertainment / 伽羅古録盤 | Victor Entertainment / 伽羅古録盤 |
| --------------------------------- | --------------------------------- | --------------------------------- | ---------------------------------------------------------------------- | --------------------------------- | --------------------------------- |
| 1st                               | 2015年11月25日                    | SHIKIBU                           | VIZL-904 (CD) VICL-37121 (CD)                                          | 21位                              | 12位                              |
| 2nd                               | 2017年4月26日                     | KATOKU                            | VIZL-1113 (CD) VICL-37250 (CD)                                         | 17位                              | 20位                              |
| 3rd                               | 2018年7月18日                     | S&G                               | VIZL-1393 (CD) VICL-37402 (CD)                                         | 14位                              | TBA                               |
| 4th                               | 2020年9月23日                     | ギガアイシテル                    | VIZL-1763 (CD＋DVD) VICL-37538 (CD) VICL-37539（クレヨンしんちゃん盤） | 10位                              | TBA                               |

### 配信限定シングル
| 発売日        | タイトル                        | レーベル             | 収録アルバム |
| ------------- | ------------------------------- | -------------------- | ------------ |
| 2022年3月2日  | マイ草履 feat. にゃん北朝時代   | Victor Entertainment | レキシチ     |
| 2024年7月24日 | エレキテルミー feat. あんみつ姫 | TOY'S FACTORY        |              |
| 2025年3月19日 | YO.JIN.BO.                      | TOY'S FACTORY        |              |

### アルバム
|                                   | 発売日                  | タイトル                | 規格品番                                                                    | チャート                | チャート                | 備考                          |
| オリコン                          | 発売日                  | タイトル                | 規格品番                                                                    | Billboard               |                         | 備考                          |
| 東芝EMI / Capitol Music           | 東芝EMI / Capitol Music | 東芝EMI / Capitol Music | 東芝EMI / Capitol Music                                                     | 東芝EMI / Capitol Music | 東芝EMI / Capitol Music | 東芝EMI / Capitol Music       |
| --------------------------------- | ----------------------- | ----------------------- | --------------------------------------------------------------------------- | ----------------------- | ----------------------- | ----------------------------- |
| 1st                               | 2007年6月6日            | レキシ                  | TOCT-26253 (CD)                                                             | 38位                    | -                       | -                             |
| avex / cutting edge               |                         |                         |                                                                             |                         |                         |                               |
| 2nd                               | 2011年3月16日           | レキツ                  | CTCR-14718/B (CD+DVD) CTCR-14719 (CD)                                       | 78位                    | -                       | -                             |
| avex / commmons                   |                         |                         |                                                                             |                         |                         |                               |
| 3rd                               | 2012年12月5日           | レキミ                  | RZCM-59247/B (CD+DVD) RZCM-59248 (CD)                                       | 20位                    | -                       | 2014年2月14日にアナログ盤発売 |
| Victor Entertainment / 伽羅古録盤 |                         |                         |                                                                             |                         |                         |                               |
| 4th                               | 2014年6月4日            | レシキ                  | VIZL-677 (CD+DVD) VICL-64166 (CD)                                           | 7位                     | -                       | 2015年5月15日にアナログ盤発売 |
| 5th                               | 2016年6月22日           | Vキシ                   | VIZL-996 (CD+DVD) VIZL-997 (CD+DVD) VICL-64586 (CD)                         | 7位                     | 3位                     | -                             |
| 6th                               | 2018年9月26日           | ムキシ                  | VIZL-1440 (CD+DVD) VIZL-1441 (CD+DVD) VICL-65054(CD)                        | 2位                     |                         | -                             |
| 7th                               | 2022年4月20日           | レキシチ                | NZS-881 (CD+DVD+特典） VIZL-2042 (CD+DVD) VIZL-2043 (CD+DVD) VICL-65673(CD) | 3位                     |                         | -                             |

### 参加作品
| アーティスト名 | タイトル   | 収録作品               | 発売日        | 規格 | 規格品番   | 備考   |
| -------------- | ---------- | ---------------------- | ------------- | ---- | ---------- | ------ |
| 星野源         | フィルム   | 『Stranger』           | 2012年2月8日  | CD   | VICL-36683 |        |
| 椎名林檎       | 「幸福論」 | 『アダムとイヴの林檎』 | 2018年5月23日 | CD   | UPCH-20485 | [ 26 ] |

### 楽曲提供・ プロデュース作品
| アルファ - 「Going!Going!Gone!」（ミニアルバム『Going!Going!Gone!』収録） - ピアノアレンジ 安藤裕子 - 「林檎殺人事件 feat.池田貴史」（アルバム『大人のまじめなカバーシリーズ』収録） - プロデュース 関ジャニ∞ - 「侍唄（さむらいソング）」 - 作詞・作曲・編曲 さだまさし - 「黄金律」（アルバム『Reborn〜生まれたてのさだまさし〜』収録） - プロデュース・編曲・コーラス 椎名林檎 - 「労働者」（アルバム『三文ゴシップ』収録） - アレンジ 私立恵比寿中学 - 「頑張ってる途中」（アルバム『中人』収録） - 作詞・作曲・編曲 - 「U.B.U.」（シングル「未確認中学生X」収録） - 作曲・編曲、マネキン先生との共作詞 - 「なないろ」（アルバム『エビクラシー』収録） - 作詞・作曲、山口寛雄との共編曲 - 「盆栽ガール」 - 作曲、マネキン先生との共作詞 スネオヘアー - 「headphone music」、「太陽」（アルバム『スカート』収録） - プロデュース 怒髪天 - 「恋のレキシカン・ロック feat.レキシ」（怒髪天×SCOOBIE DO コラボレーション盤 『恋のレキシカン・ロック/おんな』収録） - 作詞 Negicco - 「ねぇバーディア」 - 作詞・作曲、山口寛雄との共編曲 | 野宮真貴 - 「マキのレキシ」、「マキのヤボウ」（アルバム『30 〜Greatest Self Covers & More!!!〜』収録） - プロデュース ビットワールド - 「ピンキーマカロンのテーマ」 - 作曲 - 「ピンキーマカロンスーパーデリシャス」 - 作曲 - 「DANCE☆P.Q.R」 - 作曲 - 「ダーティマカロンのテーマ」 - 作曲 - 「エメラルドの誘惑」 - 作曲 - 「キミの一言」 - 作曲 - 「Da Ja ○○」 - 作曲 V6 - 「レッツゴー6匹」 - 作詞・作曲、山口寛雄との共編曲 町田昌弘 - 「てくてく」、「ブルンベルグ」、「クラシック」（アルバム『here、there』収録） - ピアノアレンジ やついいちろう／エレキシ（DJやついいちろう×レキシ） - 「トロピカル源氏」（アルバム『Tropical Hour!!』収録） - 作詞・作曲、ヒロ出島との共編曲 みいつけた! - 「ひみつのヒミコちゃん」 - 作詞・作曲 |

### CM音楽
- 野外ロック・フェス「LIVE福島 風とロックSUPER野馬追」“NOTHING BEATS FUKUSHIMA, DOES IT？”（福島はどんなことがあってもくじけないぜ）（2011年8月）
- DUNLOP 「WINTER MAXX」（2012年）
- グリコ「みんなに笑顔を届けたい。冬篇」（2012年2月） - サウンドステッカー
- 東洋水産「マルちゃん 麺づくり」（2013年9月 - 2014年）
- 競輪 「開催告知 ソングリレー」篇（2014年4月）
- テレビ朝日オフィシャルテーマソング（2015年3月）
- 徳川家康没後400年記念「大関ヶ原展」（2015年3月）
- 朝日新聞×J-WAVEラジオCM「あさひさん」（2015年3月 - 9月）
- コカ・コーラ「綾鷹」×レキシ「ちゃきなべいべー」（2015年8月） - WEB CM

## ミュージックビデオ
| 公開年 | 監督                 | 曲名                                                                              | 備考         |
| ------ | -------------------- | --------------------------------------------------------------------------------- | ------------ |
| 2007年 | 風とロックと児玉裕一 | 歴史ブランニューデイ                                                              |              |
| 2011年 | 遠藤主任             | どげんか遷都物語                                                                  |              |
| 2011年 | 遠藤主任             | 狩りから稲作へ feat. 足軽先生・東インド貿易会社マン（Live Ver. feat. シャカッチ） |              |
| 2011年 | あだうち充           | きらきら武士 feat. Deyonná                                                        |              |
| 2012年 | 遠藤主任             | 姫君Shake！feat.齋藤摩羅衛門                                                      |              |
| 2014年 | 遠藤主任             | 年貢 for you feat.旗本ひろし、足軽先生                                            |              |
| 2015年 |                      | トロピカル源氏                                                                    | エレキシ名義 |
| 2015年 | 遠藤主任             | SHIKIBU feat.阿波の踊り子                                                         |              |
| 2016年 | 遠藤主任             | KMTR645 feat.ネコカミノカマタリ                                                   |              |
| 2016年 | 北原栄治             | 最後の将軍 feat.森の石松さん                                                      |              |
| 2017年 | 遠藤主任             | KATOKU                                                                            |              |
| 2018年 | ZUMI                 | GOEMON feat. ビッグ門左衛門                                                       |              |
| 2018年 | ZUMI                 | GET A NOTE                                                                        |              |
| 2020年 | 及川勝仁             | ギガアイシテル                                                                    |              |
| 2022年 | 遠藤主任/三石直和    | マイ草履 feat.にゃん北朝時代                                                      |              |
| 2024年 | とんだ林蘭           | エレキテルミー feat.あんみつ姫                                                    |              |

## サポート

### レコーディング参加
| アルファ - 「Going!Going!Gone!」（ミニアルバム『[Going!Going!Gone!』収録） - ピアノ 安藤裕子 - 「林檎殺人事件 feat.池田貴史」（アルバム『大人のまじめなカバーシリーズ』収録） - ボーカル、キーボード 忌野清志郎 Feat. RHYMESTER - 「雨上がりの夜空に 35」（デビュー35周年記念シングル） - キーボード 岡野宏典 - 「メロドラマ」（シングル「ゴール/旅路」収録） - キーボード 毛皮のマリーズ - 「Mary Lou」 - キーボード 小松未可子 - 「ソラウミ」（アルバム『THEE Futures』収録） - キーボード サンボマスター - 「I'm in love 光る海」（アルバム『終わらないミラクルの予感アルバム』収録） - ピアノ - 「あなたのことしか考えられない」 - ピアノ 椎名林檎 - 「労働者」（アルバム『三文ゴシップ』収録） - キーボード、コーラス Jackson vibe - 「カミサマ オネガイ」、「Walk down a bridge」（アルバム『Jackson vibe』収録） - キーボード | スネオヘアー - 「headphone music」、「太陽」（アルバム『スカート』収録） - キーボード - 「ワルツ」、「悲しみロックフェスティバル（album version）」、「空も忙しい」（アルバム『カナシミ』収録） - キーボード - 「スターマイン」（アルバム『バースデー』収録） - キーボード - 「スコール」、「さらり」（ミニアルバム『逆様ブリッジ』収録） - キーボード - 「家庭に入ろう」、「シャボン」、「トキメキシュナイダー」（アルバム『スネオヘアー』収録） - キーボード - 「slow dance」 - キーボード - 「横顔」（きたのきい to スネオヘアー） - キーボード 怒髪天 - 「恋のレキシカン・ロック feat.レキシ」、「夕焼けのメロディー」、「め組の人 怒髪天 x Scoobie Do」（怒髪天×SCOOBIE DO コラボレーション盤 『恋のレキシカン・ロック/おんな』収録） - キーボード、ラップ、コーラス 中村一義 野宮真貴 - 「マキのレキシ」、「マキのヤボウ」（アルバム『30 〜Greatest Self Covers & More!!!〜』収録） 星野源 - 「フィルム」 - キーボード 町田昌弘 - 「てくてく」、「ブルンベルグ」、「クラシック」（アルバム『here、there』収録） - ピアノ RHYMESTER 他 |

### ライブサポート
- 忌野清志郎
- 風味堂
- スネオヘアー
- 中村一義
- 小坂忠
- 怒髪天
- SAKEROCK

他

## 出演

### 映画
- 海街diary（2015年） - 浜田三蔵 役
- クレヨンしんちゃん 激突! ラクガキングダムとほぼ四人の勇者（2020年） - 食料大臣（弟） 役（声の出演）[29]
- 99.9-刑事専門弁護士-THE MOVIE（2021年12月30日、松竹） - 坂東健太 役[30]

### テレビドラマ
- 歴史カクテル（2014年10月8日、フジテレビ） - 流しのミュージシャン 役
- 99.9-刑事専門弁護士-（TBS） - 坂東健太 役
  - SEASONⅠ（2016年4月17日 - 6月19日）
  - SEASONⅡ（2018年1月14日 - 3月18日）
  - 完全新作SP新たな出会い篇〜映画公開前夜祭〜（2021年12月29日）[31]

### CM
- コカ・コーラ「ファンタCM」（2000年度 ACC CM FESTIVAL入賞）
- 江崎グリコ「みんなに笑顔を届けたい。冬編」（2012年2月） - 持田香織（Every Little Thing）、吉高由里子、TERU（GLAY）、山崎まさよし、POLYSICSと共演。
- 東洋水産「マルちゃん麺づくり」（2013年9月 - 2015年） - 瀧本美織、亀田誠治と共演[32]
- コカ・コーラ「綾鷹」×レキシ「ちゃきなべいべー」（2015年8月 - ）
- docomo「dヒッツ powered by レコチョク」（2015年11月）[33]
- ダイハツ工業『トール』（2016年 - ）[34]
- P&G「ファブリーズ」（2019年 - ）

### テレビ番組

#### レギュラー
- 熱血!スペシャ中学（スペースシャワーTV）
- ビットワールド（NHK Eテレ）
- 0655（NHK Eテレ）

おはようそんぐ「重箱の隅つつくの助」（歌：担当）
作詞：佐藤雅彦・うちのますみ / 作曲：近藤研二
- エビ中の永遠に中学生（仮）（2012年4月4日 - 9月26日、TOKYO MX） - 番組MC
- IDOL REVUE MUSiC×iD[35]（2013年6月5日 - 2014年9月3日、BSスカパー） - 番組MC
- エビ中の永遠に中学生（仮）2（2013年4月3日 - 9月25日、TOKYO MX） - 番組MC
- やついFes2014作戦会議（2013年8月24日、NOTTV） - 番組MC
- MUSiC×iD Plus+[35]（2013年6月14日 - 2014年9月12日、100%ヒッツ!スペースシャワーTVプラス） - 番組MC
- エビ中の天才盆栽中学生（仮）（2014年4月5日 - 6月22日、テレビ埼玉） - 番組MC
- アフロの変（2014年10月16日 - 2016年3月31日）- 番組MC（フジテレビ）
- 魁!ミュージック（2016年4月11日 - 、フジテレビ）  - コーナー「レキシ歩記」
- ザ・シネマ流 レコメン道場（2021年4月2日 - 2022年3月8日、ザ・シネマ） - 大家志津香と共演

#### ゲスト
- タモリ倶楽部 -（テレビ朝日、不定期出演）
- トゥルルさまぁ〜ず（2014年9月3日、BeeTV） - さまぁ〜ずの三村マサカズのそっくりさんとしてゲスト出演。
- 今夜も生でさだまさしスペシャル〜さだフェス2018〜（2018年3月24日（25日未明）、NHK総合[36]

### ラジオ
- 音楽ガハハ（2016年4月 - 、NHK FM） ※ 毎月最終水曜日　23:00 - 24:00 [37]
- アーティスト・プロデュース・スーパー・エディション（2022年4月、JFNC）

## タイアップ
| タイトル                   | タイアップ先 |
| -------------------------- | --- |
| SHIKIBU feat.阿波の踊り子  | NTTドコモ「dヒッツ」CMソング                                                                                                 |
| きらきら武士 feat. Deyonná | ダイハツ工業「トール」CMソング                                                                                               |
| KATOKU                     | ダイハツ工業「トール」CMソング                                                                                               |
| SEGODON                    | NHK 大河ドラマ「西郷どん」パワープッシュソング                                                                               |
| GET A NOTE                 | フジテレビ系 アニメ「ゲゲゲの鬼太郎（第6作）」エンディングテーマ                                                             |
| ギガアイシテル             | テレビアニメ『クレヨンしんちゃん』エンディングテーマ 映画『クレヨンしんちゃん 激突! ラクガキングダムとほぼ四人の勇者』主題歌 |

## レキシネーム
（レキシネームの五十音順）
- 足軽先生：いとうせいこう
- あす香大仏：河本あす香（打首獄門同好会）
- あ、たぎれんたろう：atagi（Awesome City Club）
- アッ!古今和歌集：福岡晃子（チャットモンチー）
- 阿部sorry大臣ちゃん：阿部芙蓉美
- 尼ンダ：二階堂和美
- 阿波の踊り子：チャットモンチー
- あんみつ姫：小泉今日子
- いかるがくん：曽我大穂
- いずみ式部日記：松井泉
- 一富士二鷹サンタクロース：カワクボ タクロウ（キュウソネコカミ）
- 伊藤に行くならヒロブミ：伊藤大地
- 色黒ホモ・サピエンス：秋山竜次（ロバート）
- 丑三つ時三郎太：三星章紘
- 乳母なる大地：ラティール・シー
- 江戸っ子メグちゃん：佐治宣英（FLOWER FLOWER）
- えどびしゃす：小野眞一（100s）
- MCアマー（狩）：大宮エリー
- MC旧石器：minan（lyrical school）
- MC四天王：Bose（スチャダラパー）
- MC母上：Mummy-D（Rhymester）
- MC末裔：ANI（スチャダラパー）
- Oh!森鴎外：大森はじめ（東京スカパラダイスオーケストラ）
- 大岡越前クラゲ：皆川真人
- 大澤局長副長会長：大澤敦史（打首獄門同好会）
- 大筒：高橋優
- オシャレキシ：上原ひろみ
- お台所さま：真城めぐみ（HICKVILLE）
- 織田信ナニ？：浜野謙太（SAKEROCK、在日ファンク）
- おののこまつ：小松シゲル（NONA REEVES）
- おら、たかすぎしんのすけ：ヨコタ シンノスケ（キュウソネコカミ）
- オレキシ：かみちぃ（ジェラードン）
- 貝塚太郎：磯貝サイモン
- かえらの清盛：木村カエラ
- 角刈り幕府：アタック西本（ジェラードン）
- カズマックス江戸を疾走る：オカザワ カズマ（キュウソネコカミ）
- 加藤えろ正：カトウタロウ
- カブキちゃん：Salyu
- カモン葵：手嶌葵
- かんぱくん：さだまさし
- 北のパイセン問屋：怒髪天
- 劇団シキブ：八嶋智人
- 蹴鞠Chang：玉田豊夢（100s）
- 元気出せ!遣唐使：渡和久（風味堂）
- 健介さん格さん：奥田健介（ノーナ・リーヴス）
- 高度成長期：鹿島達也（元 SUPER BAD）
- 御恩と奉公と正人：鈴木正人（LITTLE CREATURES）
- 齋藤摩羅衛門：斉藤和義
- 桜井門外の変：桜井秀俊（真心ブラザーズ）
- シャカッチ：ハナレグミ
- しゃちほこスミス：渡辺シュンスケ（Schroeder-Headz）
- 十二ひとみ：山上ひとみ
- 聖徳ふとこ：安藤裕子
- 城持狂兄（じょうじ くるうにい）：増子直純（怒髪天）
- しん・暴れん坊将軍：野原しんのすけ
- 切腹さん：スネオヘアー
- 退助は自由だ!：ソゴウ タイスケ（キュウソネコカミ）
- 大仏ランドのプリンス：みどりん（SOIL&"PIMP"SESSIONS）
- 大砲の弾：アントニー（マテンロウ）
- DA小町：町田昌弘（100s）
- 滝のもとの人麻呂：滝本尚史
- たくみのかみ原子：上原子友康（怒髪天）
- TAKE島流し：武嶋聡
- 田んぼマスター：山口 隆（サンボマスター）
- ちりちり侍(仮)：大泉洋
- つぼねぇ：原田郁子（クラムボン）
- 鉄剣通：川上鉄平
- Deyonná：椎名林檎
- 土器メン：箭内道彦
- Dr.コバン：中村一義（100s）
- となりのトロ遺跡：朝倉真司
- 中のよしえの皇子：中納良恵（EGO-WRAPPIN'）
- なるとなでしこ：橋本絵莉子（チャットモンチー）
- 西中島南方熊楠（にしなかじま みなみかた くまぐす）:中島ヒロト（FM802DJ）
- ニセレキシ：U-zhaan
- にゃん北朝時代：カネコアヤノ
- ネコカミノカマタリ：キュウソネコカミ
- 拝啓ジョン万次郎：YO-KING（真心ブラザーズ）
- ハゲノウヅメ：坂詰克彦（怒髪天）
- 旗本ひろし：秦基博
- ハッピー八兵衛：後藤正文（ASIAN KUNG-FU GENERATION）
- 花の都junko：junko（打首獄門同好会）
- ハニワ杉山：ハリー杉山
- はにわ男子：なにわ男子
- パープル式部：小谷美紗子
- パーマネント奉行：真船勝博（FLOWER FLOWER）
- ピエール中野大兄王子：ピエール中野（凛として時雨)
- 東インド貿易会社マン：グローバー義和（Jackson vibe）
- ビッグ門左衛門：三浦大知
- 百万石：金澤ダイスケ（フジファブリック）
- 百休さん：TOMOHIKO（元 SUPER BUTTER DOG）
- ヒロ出島：山口寛雄（100s）
- フランシスコ・ファビエル：ファビアン（フランキー）
- ペレー来航：植野行雄（デニス）
- ぼくおなりもん：成田ハネダ（パスピエ）
- ぼく、獄門くん（打首獄門同好会）
- ほっぺた犯科帳：類家心平
- ボボ・ニッポン：BOBO（54-71）
- マウス小僧jirokichi：堂島孝平
- 未婚の父上：sugarbeans
- ミョン万次郎：あいみょん
- 民俗博物館：永友聖也
- もち政宗：持田香織（Every Little Thing）
- 元妹子：村上基（在日ファンク）
- 森の石松さん：松たか子
- 八百よろずや清之介：キヨサク（MONGOL800）
- ヤマサキ春の藩まつり：ヤマサキ セイヤ（キュウソネコカミ）
- 邪馬たいこちゃん：石川さゆり
- 祐実の宮さま：安達祐実
- 夢のまた夢清水：清水泰次（怒髪天）
- Like a 武将Hige：會田茂一
- 楽市子楽座：青葉市子
- 我が家の家宝：夏帆